# Toxorhamphus
Toxorhamphus är ett fågelsläkte i familjen bärpickare inom ordningen tättingar. Släktet omfattar endast två arter som förekommer på Nya Guinea:
- Gulbukig böjnäbb (T. novaeguineae)
- Gråvingad böjnäbb (T. poliopterus)